# 全国高等学校野球選手権栃木大会
全国高等学校野球選手権栃木大会（ぜんこくこうとうがっこうやきゅうせんしゅけんとちぎたいかい）は、栃木県で開催されている全国高等学校野球選手権大会の地方大会。

## 沿革
栃木県勢は1918年（第4回）から参加。地方大会も中止となった1941年（第27回）および一府県一代表が認められた1958年（第40回）・1963年（第45回）・1968年（第50回）・1973年（第55回）を除いて、1974年（第56回）まで他県勢と代表の座を懸けて戦った。
当初は関東大会、1926年（第12回）から北関東大会に参加。1931年（第17回）から県予選を実施し、上位校が北関東大会へ進出した。
| 年度                                | 参加県                       |
| ----------------------------------- | ---------------------------- |
| 関東大会                            |                              |
| 1918年（第4回）・1919年（第5回）    | 茨城・栃木・千葉             |
| 1920年（第6回）                     | 茨城・栃木・群馬・千葉       |
| 1921年（第7回） - 1923年（第9回）   | 茨城・栃木・群馬・埼玉・千葉 |
| 1924年（第10回）                    | 栃木・群馬・埼玉・千葉       |
| 1925年（第11回）                    | 茨城・栃木・群馬・千葉       |
| 北関東大会                          |                              |
| 1926年（第12回） - 1935年（第21回） | 栃木・群馬・埼玉             |
| 1936年（第22回） - 1957年（第39回） | 茨城・栃木・群馬             |
| 1959年（第41回） - 1974年（第56回） | 栃木・群馬                   |

## 概要
2022年現在、春季県大会でベスト8以上の結果を残した高校は、本大会でシード権（シード順位なし）を得る。
栃木県勢は1962年の第44回大会と2016年の第98回大会で作新学院が全国優勝を果たしている。

## 歴代代表校
| 年度                  | 県勢参加 | 代表校（出場回数）           | 決勝スコア                 | 準優勝校   | 全国大会      |
| --------------------- | -------- | ---------------------------- | -------------------------- | ---------- | ------------- |
| 関東大会              |          |                              |                            |            |               |
| 1918年（第4回大会）   | 1校      | 竜ヶ崎中（茨城）             | 6-2                        | 千葉師範   | -             |
| 1919年（第5回大会）   | 1校      | 竜ヶ崎中（茨城）             | 11-3                       | 茨城商     | -             |
| 1920年（第6回大会）   | 2校      | 竜ヶ崎中（茨城）             | 7-1                        | 前橋中     | -             |
| 1921年（第7回大会）   | 4校      | 竜ヶ崎中（茨城）             | 10-1                       | 茨城商     | -             |
| 1922年（第8回大会）   | 5校      | 竜ヶ崎中（茨城）             | 9x-8                       | 大田原中   | -             |
| 1923年（第9回大会）   | 7校      | 宇都宮商（初出場）           | 7-5                        | 千葉中     | 1回戦         |
| 1924年（第10回大会）  | 9校      | 宇都宮中（初出場）           | 4x-3 （延長11回）          | 前橋中     | ベスト8       |
| 1925年（第11回大会）  | 10校     | 前橋中（群馬）               | 13-3                       | 茨城商     | -             |
| 北関東大会            |          |                              |                            |            |               |
| 1926年（第12回大会）  | 13校     | 前橋中（群馬）               | 5（棄権）3 （7回コールド） | 宇都宮中   | -             |
| 1927年（第13回大会）  | 12校     | 桐生中（群馬）               | 2x-1 （延長11回）          | 高崎中     | -             |
| 1928年（第14回大会）  | 11校     | 前橋中（群馬）               | 6-3                        | 桐生中     | -             |
| 1929年（第15回大会）  | 15校     | 前橋商（群馬）               | 4-1                        | 前橋中     | -             |
| 1930年（第16回大会）  | 15校     | 桐生中（群馬）               | 5-3                        | 高崎商     | -             |
| 1931年（第17回大会）  | 15校     | 桐生中（群馬）               | 17-4                       | 烏山中     | -             |
| 1932年（第18回大会）  | 16校     | 高崎商（群馬）               | 4-2                        | 高崎中     | -             |
| 1933年（第19回大会）  | 17校     | 栃木中（初出場）             | 2-0                        | 桐生中     | ベスト8       |
| 1934年（第20回大会）  | 17校     | 桐生中（群馬）               | 16-8                       | 前橋中     | -             |
| 1935年（第21回大会）  | 16校     | 桐生中（群馬）               | 6-0                        | 前橋中     | -             |
| 1936年（第22回大会）  | 16校     | 桐生中（群馬）               | 10-1                       | 高崎中     | -             |
| 1937年（第23回大会）  | 15校     | 高崎商（群馬）               | 2-0                        | 栃木商     | -             |
| 1938年（第24回大会）  | 15校     | 高崎商（群馬）               | 7-3                        | 茨城工     | -             |
| 1939年（第25回大会）  | 15校     | 桐生中（群馬）               | 11-1                       | 桐生工     | -             |
| 1940年（第26回大会）  | 15校     | 高崎商（群馬）               | 1-0                        | 足利工     | -             |
| 1941年（第27回大会）  | 12校     | 下野中（出場なし）           | 3-0                        | 宇都宮市商 | （中止）      |
| 1946年（第28回大会）  | 17校     | 桐生工（群馬）               | 5-2                        | 桐生中     | -             |
| 1947年（第29回大会）  | 26校     | 桐生中（群馬）               | 5-0                        | 鹿沼農商   | -             |
| 1948年（第30回大会）  | 27校     | 前橋（群馬）                 | 4-1                        | 水戸商     | -             |
| 1949年（第31回大会）  | 26校     | 水戸商（茨城）               | 2-1                        | 桐生工     | -             |
| 1950年（第32回大会）  | 27校     | 宇都宮工（初出場）           | 3-0                        | 水戸一     | ベスト4       |
| 1951年（第33回大会）  | 29校     | 桐生（群馬）                 | 3-2                        | 宇都宮工   | -             |
| 1952年（第34回大会）  | 30校     | 水戸商（茨城）               | 5-3                        | 桐生       | -             |
| 1953年（第35回大会）  | 29校     | 宇都宮工（3年ぶり2回目）     | 2x-1 （延長11回）          | 宇都宮商   | ベスト8       |
| 1954年（第36回大会）  | 30校     | 水戸一（茨城）               | 4-1                        | 桐生       | -             |
| 1955年（第37回大会）  | 30校     | 桐生（群馬）                 | 5-0                        | 水海道一   | -             |
| 1956年（第38回大会）  | 29校     | 足利工（初出場）             | 2-1 （延長21回）           | 藤岡       | 1回戦         |
| 1957年（第39回大会）  | 29校     | 土浦一（茨城）               | 6-1                        | 高崎       | -             |
| 栃木大会              |          |                              |                            |            |               |
| 1958年（第40回大会）  | 29校     | 作新学院（初出場）           | 6-2                        | 宇都宮工   | ベスト4       |
| 北関東大会            |          |                              |                            |            |               |
| 1959年（第41回大会）  | 30校     | 宇都宮工（6年ぶり3回目）     | 1x-0 （延長15回）          | 前橋       | 準優勝        |
| 1960年（第42回大会）  | 31校     | 桐生工（群馬）               | 2-1 （延長10回）           | 桐生       | -             |
| 1961年（第43回大会）  | 33校     | 宇都宮学園（初出場）         | 2-1 （延長10回）           | 作新学院   | 1回戦         |
| 1962年（第44回大会）  | 34校     | 作新学院（4年ぶり2回目）     | 10-1                       | 鹿沼農商   | 優勝          |
| 栃木大会              |          |                              |                            |            |               |
| 1963年（第45回大会）  | 36校     | 足利工（7年ぶり2回目）       | 5-2                        | 宇都宮工   | 2回戦（初戦） |
| 北関東大会            |          |                              |                            |            |               |
| 1964年（第46回大会）  | 38校     | 作新学院（2年ぶり3回目）     | 5-3                        | 桐生       | 2回戦         |
| 1965年（第47回大会）  | 41校     | 鹿沼農商（初出場）           | 4-1                        | 東農大二   | 1回戦         |
| 1966年（第48回大会）  | 45校     | 桐生（群馬）                 | 4-2                        | 宇都宮学園 | -             |
| 1967年（第49回大会）  | 46校     | 鹿沼農商（2年ぶり2回目）     | 1-0                        | 東農大二   | 1回戦         |
| 栃木大会              |          |                              |                            |            |               |
| 1968年（第50回大会）  | 48校     | 小山（初出場）               | 5-1                        | 作新学院   | 2回戦（初戦） |
| 北関東大会            |          |                              |                            |            |               |
| 1969年（第51回大会）  | 47校     | 宇都宮学園（8年ぶり2回目）   | 1-0                        | 高崎商     | 1回戦         |
| 1970年（第52回大会）  | 48校     | 高崎商（群馬）               | 4-1                        | 作新学院   | -             |
| 1971年（第53回大会）  | 48校     | 高崎商（群馬）               | 8-5                        | 上武大一   | -             |
| 1972年（第54回大会）  | 51校     | 足利工（9年ぶり3回目）       | 3x-2 （延長11回）          | 小山       | 2回戦         |
| 栃木大会              |          |                              |                            |            |               |
| 1973年（第55回大会）  | 51校     | 作新学院（9年ぶり4回目）     | 2-0                        | 宇都宮東   | 2回戦         |
| 北関東大会            |          |                              |                            |            |               |
| 1974年（第56回大会）  | 53校     | 前橋工（群馬）               | 8-1                        | 高崎       | -             |
| 栃木大会              |          |                              |                            |            |               |
| 1975年（第57回大会）  | 54校     | 足利学園（初出場）           | 2-1                        | 作新学院   | 3回戦         |
| 1976年（第58回大会）  | 54校     | 小山（8年ぶり2回目）         | 4-0                        | 足利学園   | 3回戦         |
| 1977年（第59回大会）  | 58校     | 宇都宮学園（8年ぶり3回目）   | 5-3                        | 栃木商     | 3回戦         |
| 1978年（第60回大会）  | 60校     | 作新学院（5年ぶり5回目）     | 3x-1                       | 小山       | 1回戦         |
| 1979年（第61回大会）  | 60校     | 足利学園（4年ぶり2回目）     | 4-3 （延長13回）           | 作新学院   | 2回戦（初戦） |
| 1980年（第62回大会）  | 61校     | 黒磯（初出場）               | 2-0                        | 小山       | 2回戦（初戦） |
| 1981年（第63回大会）  | 60校     | 宇都宮学園（4年ぶり4回目）   | 3-2                        | 栃木商     | 3回戦         |
| 1982年（第64回大会）  | 62校     | 足利工（10年ぶり4回目）      | 6-1                        | 國學院栃木 | 2回戦（初戦） |
| 1983年（第65回大会）  | 61校     | 宇都宮南（初出場）           | 2x-1 （延長10回）          | 宇都宮工   | 3回戦         |
| 1984年（第66回大会）  | 63校     | 足利工（2年ぶり5回目）       | 7-2                        | 宇都宮工   | 1回戦         |
| 1985年（第67回大会）  | 65校     | 國學院栃木（初出場）         | 1-0                        | 鹿沼商工   | 2回戦（初戦） |
| 1986年（第68回大会）  | 66校     | 宇都宮工（27年ぶり4回目）    | 1x-0 （延長11回）          | 大田原     | 2回戦         |
| 1987年（第69回大会）  | 67校     | 足利工（3年ぶり6回目）       | 8-2                        | 國學院栃木 | 2回戦（初戦） |
| 1988年（第70回大会）  | 67校     | 宇都宮学園（7年ぶり5回目）   | 3-2                        | 足利学園   | 3回戦         |
| 1989年（第71回大会）  | 67校     | 佐野日大（初出場）           | 1x-0                       | 足利学園   | 2回戦         |
| 1990年（第72回大会）  | 67校     | 葛生（初出場）               | 5-2                        | 日光       | 2回戦（初戦） |
| 1991年（第73回大会）  | 67校     | 宇都宮学園（3年ぶり6回目）   | 10-0                       | 葛生       | 1回戦         |
| 1992年（第74回大会）  | 67校     | 宇都宮南（9年ぶり2回目）     | 3-2                        | 佐野日大   | 3回戦         |
| 1993年（第75回大会）  | 67校     | 佐野日大（4年ぶり2回目）     | 2-1 （延長10回）           | 葛生       | 1回戦         |
| 1994年（第76回大会）  | 67校     | 小山（18年ぶり3回目）        | 8-3                        | 足利       | 1回戦         |
| 1995年（第77回大会）  | 67校     | 宇都宮学園（4年ぶり7回目）   | 6-1                        | 作新学院   | 1回戦         |
| 1996年（第78回大会）  | 67校     | 宇都宮南（4年ぶり3回目）     | 4-0                        | 宇都宮工   | 3回戦         |
| 1997年（第79回大会）  | 67校     | 佐野日大（5年ぶり3回目）     | 7-5                        | 葛生       | ベスト8       |
| 1998年（第80回大会）  | 67校     | 佐野日大（2年連続4回目）     | 6-5                        | 白鷗大足利 | 2回戦（初戦） |
| 1999年（第81回大会）  | 66校     | 栃木南（初出場）             | 8-5                        | 小山西     | 1回戦         |
| 2000年（第82回大会）  | 67校     | 宇都宮学園（5年ぶり8回目）   | 3x-2 （延長13回）          | 葛生       | 2回戦         |
| 2001年（第83回大会）  | 68校     | 佐野日大（3年ぶり5回目）     | 4-2                        | 作新学院   | 2回戦         |
| 2002年（第84回大会）  | 67校     | 小山西（初出場）             | 3x-2                       | 宇都宮学園 | 2回戦         |
| 2003年（第85回大会）  | 67校     | 小山（9年ぶり4回目）         | 10-7                       | 作新学院   | 1回戦         |
| 2004年（第86回大会）  | 66校     | 宇都宮南（8年ぶり4回目）     | 5-2                        | 葛生       | 1回戦         |
| 2005年（第87回大会）  | 66校     | 宇都宮南（2年連続5回目）     | 6-2                        | 國學院栃木 | 1回戦         |
| 2006年（第88回大会）  | 65校     | 文星芸大附（6年ぶり9回目）   | 7-1                        | 佐野日大   | 2回戦         |
| 2007年（第89回大会）  | 64校     | 文星芸大附（2年連続10回目）  | 7-3                        | 宇都宮南   | 3回戦         |
| 2008年（第90回大会）  | 63校     | 白鷗大足利（29年ぶり3回目）  | 6-2                        | 宇都宮南   | 1回戦         |
| 2009年（第91回大会）  | 63校     | 作新学院（31年ぶり6回目）    | 5-0                        | 宇都宮工   | 1回戦         |
| 2010年（第92回大会）  | 63校     | 佐野日大（9年ぶり6回目）     | 6-3                        | 作新学院   | 1回戦         |
| 2011年（第93回大会）  | 63校     | 作新学院（2年ぶり7回目）     | 17-5                       | 宇都宮商   | ベスト4       |
| 2012年（第94回大会）  | 65校     | 作新学院（2年連続8回目）     | 3-1                        | 宇都宮工   | ベスト8       |
| 2013年（第95回大会）  | 64校     | 作新学院（3年連続9回目）     | 3-2                        | 青藍泰斗   | 3回戦         |
| 2014年（第96回大会）  | 62校     | 作新学院（4年連続10回目）    | 7-1                        | 佐野日大   | 2回戦（初戦） |
| 2015年（第97回大会）  | 63校     | 作新学院（5年連続11回目）    | 9-2                        | 國學院栃木 | 3回戦         |
| 2016年（第98回大会）  | 63校     | 作新学院（6年連続12回目）    | 15-6                       | 國學院栃木 | 優勝          |
| 2017年（第99回大会）  | 61校     | 作新学院（7年連続13回目）    | 15-1                       | 國學院栃木 | 1回戦         |
| 2018年（第100回大会） | 59校     | 作新学院（8年連続14回目）    | 2-0                        | 白鷗大足利 | 1回戦         |
| 2019年（第101回大会） | 59校     | 作新学院（9年連続15回目）    | 6-2                        | 文星芸大附 | ベスト8       |
| 2020年（独自大会）    | 59校     | 3回戦で終了（出場なし）      | （なし）                   | -          | （中止）      |
| 2021年（第103回大会） | 60校     | 作新学院（10大会連続16回目） | 3-2                        | 佐野日大   | 2回戦（初戦） |
| 2022年（第104回大会） | 58校     | 國學院栃木（37年ぶり2回目）  | 8-4                        | 宇都宮南   | 3回戦         |
| 2023年（第105回大会） | 59校     | 文星芸大附（16年ぶり11回目） | 6x-5                       | 作新学院   | 3回戦         |
| 2024年（第106回大会） | 56校     | 石橋（初出場）               | 9-8                        | 國學院栃木 | 3回戦         |
| 2025年（第107回大会） | 54校     | 青藍泰斗（35年ぶり2回目）    | 4-3 （延長10回TB）         | 作新学院   | 1回戦         |

- 1941年は県予選のみ実施
- 参加校数は日本高野連の発表に基づき連合チームを1校としてカウント

## 使用される球場
※使用球場に命名権が付いている場合は、正式名称と併記する。

### 現在
- 栃木県総合運動公園野球場（エイジェックスタジアム）（1949年 - 1977年、1979年 - 2017年、2019年、2021年 - 使用）

開会式から決勝・閉会式まで行われる主会場。最寄り駅は東武宇都宮線の西川田駅。
- 宇都宮清原球場（1988年 - 使用）

1回戦から準々決勝戦まで行われる（県営球場で準決勝・決勝に使用されない場合は主会場）。
　　決勝は1993年・2001年 - 2004年、2006年 - 2010年、2013年 - 2019年に使用。最寄り駅は宇都宮ライトレール宇都宮芳賀ライトレール線の清原地区市民センター前停留場。
- 真岡市総合運動公園市民球場（ハイトラ運動公園市民球場）（2025年使用）

最寄り駅は真岡鐵道真岡線の真岡駅。

### 過去
- 宇都宮常設球場（1932年 - 1948年使用）

1960年閉鎖。跡地は現・宇都宮市立宮の原小学校。
- 宇都宮市宮原運動公園野球場（1975年 - 2005年使用）

決勝は1978年のみ使用。最寄り駅は東武宇都宮線の南宇都宮駅と江曽島駅。
- 小山市向野運動公園野球場（1978年使用）

最寄り駅はJR宇都宮線・両毛線・水戸線の小山駅。
- 栃木市営球場（とちぎ木の花スタジアム）（1984年 - 2024年使用）

最寄り駅はJR両毛線・東武日光線・東武宇都宮線の栃木駅。
- 鹿沼市運動公園野球場（2011年使用）

最寄り駅は東武日光線の新鹿沼駅。

## テレビ・ラジオ中継
とちぎテレビでは1回戦から決勝戦までを中継。2011年からハイビション制作。
栃木放送は2回戦（2021年から、2012年は3回戦、2014年は2回戦、それ以外は1回戦）から決勝戦までを中継する。また、中継対象の球場が3試合組まれている場合でも第1試合・第2試合のみで、第3試合の中継は行わない。
NHK宇都宮放送局は栃木県内向けに総合テレビで決勝戦を中継（2021年は中継なし）。
NHK-FMでは準決勝（2019年まで）と決勝戦（2021年まで）を中継していた。
栃木県内ケーブルテレビ9社共同制作で2015年は栃木市総合運動公園硬式野球場（栃木市営球場）の3回戦2試合を中継。2016年から同球場で行われる全試合を生中継する。